# Södra Kråkgölen
Södra Kråkgölen är en sjö i Vaggeryds kommun i Småland och ingår i Lagans huvudavrinningsområde. Sjön är 8,4 meter djup, har en yta på 0,007 kvadratkilometer och befinner sig 260,5 meter över havet.